# Bordo El Mollar
Bordo El Mollar ist eine Ortschaft im Departamento Tarija im südamerikanischen Andenstaat Bolivien.

## Lage im Nahraum
Bordo El Mollar ist der zweitgrößte Ort des Kanton El Rancho im Municipio San Lorenzo in der Provinz Eustaquio Méndez. Der Ort liegt auf einer Höhe von 2034 m zwischen dem nördlich vorbeifließenden Río Calama und der südlich gelegenen Quebrada Seca, die beide in den Río Nuevo Guadalquivir münden.

## Geographie
Bordo El Mollar liegt am südöstlichen Rand der Hochebene des bolivianischen Altiplano auf dem Übergang zum Tiefland. Das Klima ist wegen der Binnenlage über mehr als die Hälfte des Jahres trocken, jedoch weitaus weniger rau als die Hochfläche und weist ein typisches Tageszeitenklima auf, bei dem die Temperaturschwankungen zwischen Tag und  Nacht in der Regel deutlich größer sind als die jahreszeitlichen  Schwankungen (siehe Klimadiagramm Tarija).
Die Jahresdurchschnittstemperatur der Region liegt bei 19 °C und schwankt nur unwesentlich zwischen 15 °C im Juni/Juli und 22 °C von Dezember bis  Februar (siehe Klimadiagramm Tarija). Der Jahresniederschlag beträgt etwa 550 mm, mit einer stark  ausgeprägten Trockenzeit von April bis Oktober mit Monatsniederschlägen unter 30 mm, und einer Feuchtezeit von Dezember bis Februar mit über 100 mm Monatsniederschlag.

## Verkehrsnetz
Bordo El Mollar liegt in nördlicher Richtung in einer Entfernung von vierzehn Straßenkilometern von Tarija, der Hauptstadt des gleichnamigen Departamentos.
Durch Tarija führt die asphaltierte Nationalstraße Ruta 1, die von Bermejo im Süden an der argentinischen Grenze das gesamte bolivianische Hochland in Süd-Nord-Richtung bis zur peruanischen Grenze bei Desaguadero durchquert und dabei außer Tarija auch die Metropolen Potosí, Oruro und El Alto passiert. Zwölf Kilometer nördlich von Tarija bei Rancho Norte verlässt die Ruta 1 in westlicher Richtung das Tal des Río Guadalquivir, während eine asphaltierte Landstraße in nördlicher Richtung nach San Lorenzo und weiter nach Lajas Merced und Canasmoro führt. Die Ortschaft Bordo El Mollar zieht sich parallel zur Ruta 1 nur wenige hundert Meter nördlich der Nationalstraße über etwa drei Kilometer hin.

## Bevölkerung
Die Einwohnerzahl der Ortschaft ist im vergangenen Jahrzehnt um etwa die Hälfte angestiegen:
| Jahr | Einwohner         | Quelle       |
| ---- | ----------------- | ------------ |
| 1992 | keine Detaildaten | Volkszählung |
| 2001 | 440               | Volkszählung |
| 2012 | 667               | Volkszählung |
| 2024 |                   | Volkszählung |